# Route 83 (Manitoba)
La Route 83 (PTH 83) est une route de 402 km (250 mi) dans l'ouest du Manitoba. Elle relie la frontière canado-américaine au sud de Melita aux villes de Virden, Birtle, Russell et Roblin jusqu'au terminus nord à la jonction avec la route 10 à Swan River. Avec la US 83, la route 83 fait partie d'une route continue portant le même numéro sur une distance de 3 450 km (2 144 mi).

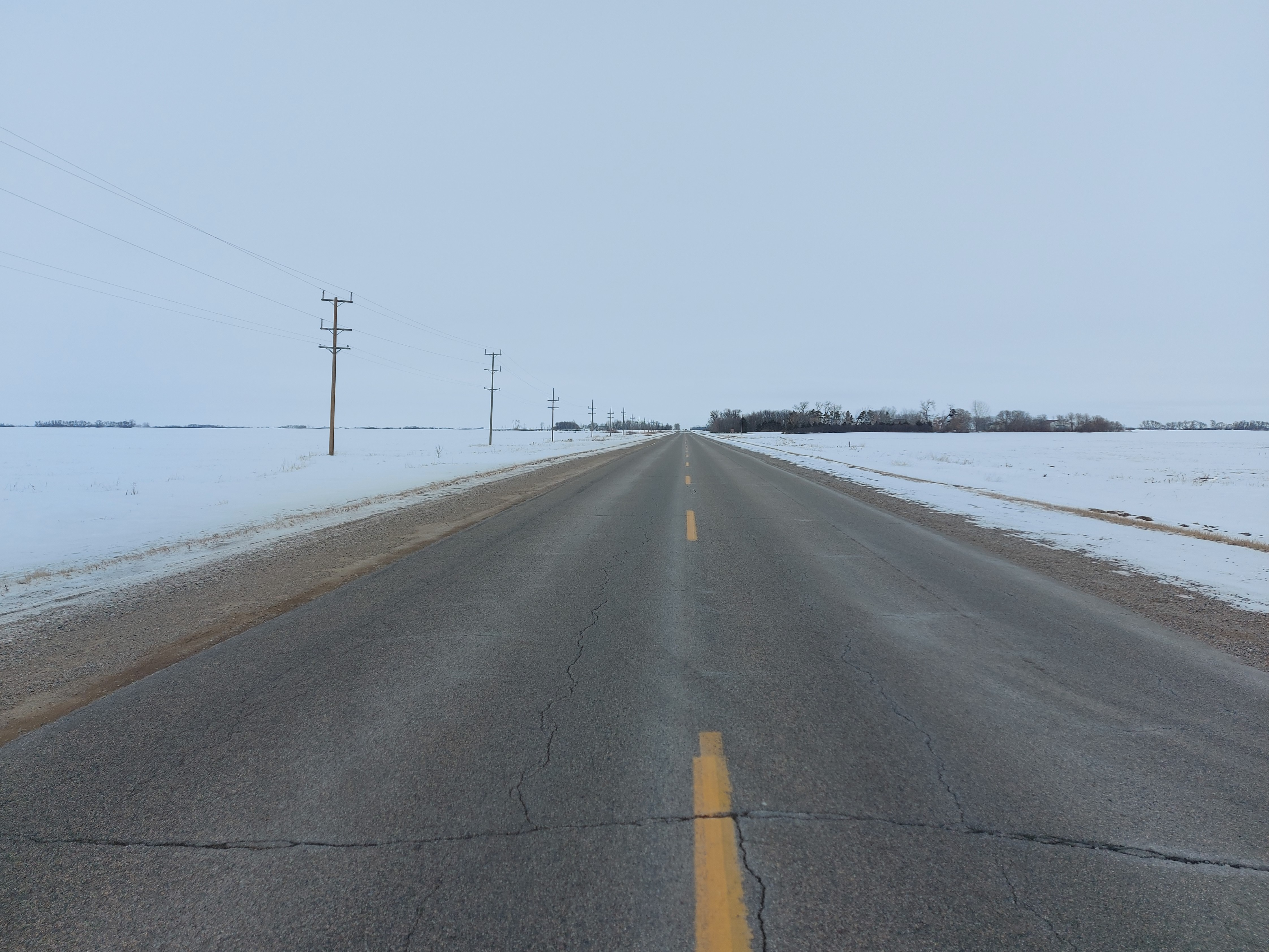
Route 83 au Manitoba, au sud de Pipestone

Tout au long de son trajet, la route 83 ne se trouve pas plus loin de 32 km (20 mi) à l'est de la frontière de la Saskatchewan. Elle s'en approche même à 2 km (1,2 mi) aux environs de Benito.

## Intersections majeures
| Division                                      | Ville                       | km     | Destinations                                                                         | Notes                                                                |
| --------------------------------------------- | --------------------------- | ------ | ------------------------------------------------------------------------------------ | -------------------------------------------------------------------- |
| No. 5                                         |                             | 0,00   | US 83 sud – Minot, Bismarck                                                          | Continue au Dakota du Nord                                           |
| No. 5                                         | Frontière canado-américaine | 0,00   |                                                                                      |                                                                      |
| No. 5                                         |                             | 8,00   | PR 251 ouest – Lyleton                                                               | Terminus sud du multiplex avec la PR 251                             |
| No. 5                                         |                             | 12,00  | PR 251 est – Waskada                                                                 | Terminus nord du multiplex avec la PR 251                            |
| No. 5                                         |                             | 22,00  | PTH-3 ouest – Pierson, Estevan                                                       | Terminus sud du multiplex avec la PTH-3                              |
| No. 5                                         | Melita                      | 35,00  | PR 445 ouest                                                                         | Terminus est de la PR 445                                            |
| No. 5                                         | Melita                      | 36,00  | PTH-3 est – Deloraine, Medora                                                        | Terminus nord du multiplex avec la PTH-3                             |
| No. 5                                         |                             | 43,00  | PR 452 est – Napinka                                                                 | Terminus ouest de la PR 452                                          |
| No. 5                                         | Bede                        | 51,00  | PR 345 – Tilston, Lauder                                                             |                                                                      |
| No. 6                                         | Pipestone                   | 69,00  | PTH-2 (Red Coat Trail) – Reston, Souris                                              |                                                                      |
| No. 6                                         |                             | 87,00  | PR 255 – Cromer, Oak Lake Beach                                                      |                                                                      |
| No. 6                                         | Virden                      | 100,00 | PR 257 – Kola, Virden                                                                |                                                                      |
| No. 6                                         |                             | 104,00 | PR 259 est – Kenton PTH-1 est – Brandon                                              | Terminus sud du multiplex avec la PTH-1; terminus ouest de la PR 259 |
| No. 6                                         |                             | 110,00 | PTH-1 ouest – Regina                                                                 | Terminus nord du multiplex avec la PTH-1                             |
| No. 15                                        |                             | 133,00 | PR 467 ouest – Willen                                                                | Terminus est de la PR 467                                            |
| No. 15                                        |                             | 134,00 | Traverse la rivière Assiniboine                                                      | Traverse la rivière Assiniboine                                      |
| No. 15                                        | Miniota                     | 137,00 | PTH-24 est – Oak River                                                               | Terminus ouest de la PTH-24                                          |
| No. 15                                        |                             | 152,00 | PR 355 – Birdtail Sioux, Isabella                                                    |                                                                      |
| No. 15                                        |                             | 163,00 | PR 568 ouest                                                                         | Terminus est de la PR 568                                            |
| No. 15                                        | Birtle                      | 169,00 | PTH-42 est – Shoal Lake                                                              | Terminus sud du multiplex avec la PTH-42                             |
| No. 15                                        |                             | 172,00 | PTH-42 ouest – Saint-Lazare                                                          | Terminus nord du multiplex avec la PTH-42                            |
| No. 15                                        |                             | 182,00 | PTH-16 est – Shoal Lake                                                              | Terminus sud du multiplex avec la PTH-16                             |
| No. 15                                        | Foxwarren                   | 189,00 | PR 475 ouest                                                                         | Terminus est de la PR 475                                            |
| No. 16                                        |                             | 200,00 | PR 359 est – Rossburn PTH-41 sud – Saint-Lazare                                      | Terminus est de la PR 359 Terminus nord de la PTH-41                 |
| No. 16                                        | Binscarth                   | 204,00 | PR 478 – Esterhazy                                                                   |                                                                      |
| No. 16                                        |                             | 217,00 | PR 579 ouest – Millwood                                                              | Terminus est de la PR 579                                            |
| No. 16                                        | Russell                     | 220,00 | PTH-45 est – Rossburn                                                                | Terminus ouest de la PTH-45                                          |
| No. 16                                        | Russell                     | 221,00 | PTH-16 ouest – Yorkton, Saskatoon                                                    | Terminus nord du multiplex avec la PTH-16                            |
| No. 16                                        |                             | 231,00 | PR 264 est – Rossburn                                                                | Terminus ouest de la PR 264                                          |
| No. 16                                        |                             | 241,00 | PR 482 nord – Parc provincial Asessippi                                              | Terminus sud de la PR 482                                            |
| No. 16                                        |                             | 243,00 | PR 366 est – Inglis, Grandview                                                       | Terminus ouest de la PR 366                                          |
| No. 16                                        |                             | 245,00 | Traverse la rivière Shell                                                            | Traverse la rivière Shell                                            |
| No. 16                                        |                             | 271,00 | PR 583 est                                                                           | Terminus ouest de la PR 583                                          |
| No. 16                                        | Roblin                      | 276,00 | PTH-5 (Parks Route) – Yorkton, Dauphin                                               | Multiplex de 200 m (656 pi) dans la ville                            |
| No. 16                                        |                             | 280,00 | PR 593 ouest                                                                         | Terminus est de la PR 593                                            |
| No. 16                                        |                             | 295,00 | PR 594 nord – Parc provincial de Duck Mountain                                       | Terminus sud de la PR 594                                            |
| No. 16                                        |                             | 302,00 | PR 363 ouest – Togo                                                                  | Terminus est de la PR 363                                            |
| No. 16                                        |                             | 312,00 | PR 367 est – Parc provincial de Duck Mountain                                        | Terminus ouest de la PR 367                                          |
| No. 20                                        |                             | 333,00 | PTH-57 ouest – Madge Lake                                                            | Terminus est de la PTH-57                                            |
| No. 20                                        |                             | 359,00 | PTH-49 ouest – Arran                                                                 | Terminus est de la PTH-49                                            |
| No. 20                                        |                             | 366,00 | PR 487 nord                                                                          | Terminus sud de la PR 487                                            |
| No. 20                                        |                             | 374,00 | PR 486 est – Durban                                                                  | Terminus ouest de la PR 486                                          |
| No. 20                                        | Kenville                    | 387,00 | PR 487 ouest                                                                         | Terminus est de la PR 487                                            |
| No. 20                                        |                             | 394,00 | PR 486 sud                                                                           | Terminus nord de la PR 486                                           |
| No. 20                                        |                             | 397,00 | PTH-83A nord – Swan River                                                            | Terminus sud de la PTH-83A                                           |
| No. 20                                        | Swan River                  | 402,00 | PTH-10 – Le Pas, Dauphin PTH-10A ouest / PTH-83A sud (Main Street E.) – Centre-ville | La PTH-83 nord devient la PTH-10 nord                                |
| - Terminus de multiplex - Transition de route |                             |        |                                                                                      |                                                                      |